# جيك فليك
جيك فليك هو سياسي أمريكي، ولد في 4 أغسطس 1935 في سنو فلاك في الولايات المتحدة، وتوفي في 8 يونيو 2008 في شو لو في الولايات المتحدة بسبب نوبة قلبية. نشط حزبياً في الحزب الجمهوري. وقد انتخب عضو مجلس شيوخ أريزونا ‏ وانتخب عضو مجلس نواب أريزونا ‏.